# Mycetophila longiseta
Mycetophila longiseta är en tvåvingeart som beskrevs av Ostroverkhova 1979. Mycetophila longiseta ingår i släktet Mycetophila och familjen svampmyggor. Inga underarter finns listade i Catalogue of Life.